# Cascadele Carbet
Cascadele Carbet (în franceză Les chutes du Carbet) sunt o serie de cascade de pe râul Carbet din Guadelupa, un departament de peste mări al Franței situat în grupul Insulelor Sub Vânt în regiunea estică a Caraibelor. Cele trei cascade se află în pădurile tropicale pe pantele mai mici ale vulcanului La Soufrière. Cascadele reprezintă unul dintre cele mai populare locuri vizitate în Guadelupa, cu aproximativ 400.000 de vizitatori anual.
În 1493, Cristofor Columb a menționat Cascadele Carbet în jurnalul său.

## Descriere
Prima și cea mai mare cascadă are o cădere de mai mult de 125 m. Vizitatorii pot ajunge la această cascadă pe un traseu lung și abrupt, la o altitudine de 900 m. Sursa Râului Carbet se află la încă 2 km în amonte de prima cascadă, la o altitudine de 1300 m.
Cea de-a doua cascadă este și cea mai vizitată din cele trei, datorită accesibilității sale. La această cascadă, de 110 m înălțime, se poate ajunge pe un drum pavat și foarte bine întreținut, la 20 de minute pe jos de parcarea principală, la o altitudine de 660 m. În apropiere se află multe izvoare termale.

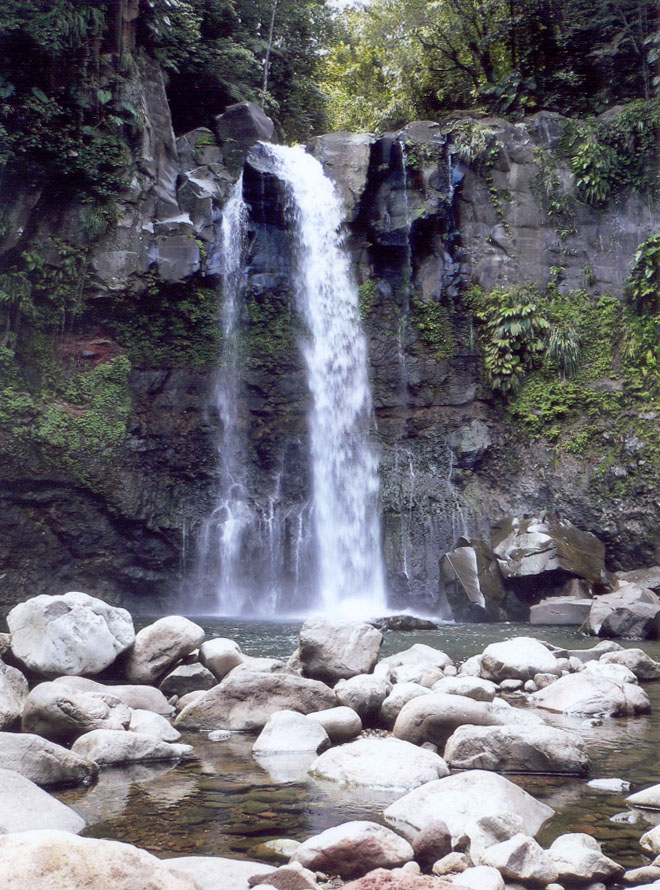
Cea de-a treia cascadă.

Cea de-a treia și ultima cascadă măsoară 20 m în înălțime și are cel mai mare volum de apă al unei cascade din Guadelupa. Este accesibilă doar pe jos și numai pentru persoanele cu experiență.

## Evenimentele recente
În urma unui cutremur în 2004, mai mulți metri cubi de piatră s-au desprins din stânca din spatele celei de-a doua cascade. Pericolul astfel creat a dus la decizia autorităților de a limita accesul la cascadă până la un pod din apropriere în aval. Ploile abundente din 2005 și 2009 au exacerbat problema și făcut terenul și mai instabil.